# Sciades fasciatus
Sciades fasciatus là một loài bọ cánh cứng trong họ Cerambycidae.